# Take the Box
«Take The Box» es una canción y el segundo sencillo de Amy Winehouse de su álbum debut Frank. Fue escrita por Winehouse y Luke Smith, y lanzado como sencillo el 12 de enero de 2004.

## Composición
La canción escrita por Winehouse y Luke Smith trata sobre  dejar a su amante después de descubrir que está teniendo una aventura. Los detalles de la canción de su aceptación del hecho de que su cargo de ella le dice al amante, literalmente, "tomar de la caja" las cosas que dejó.

## Formatos
UK CD

(CID 840; Released: 12 de enero de 2004)
1. «Take the Box»
2. «Round Midnight»
3. «Stronger Than Me» (Live)

UK CD Promo

(CIDDJ 840; Released: 2004)
1. «Take the Box» - 3:19

UK 12" Vinyl

(12 IS 840; Released: 2004)
Side A
1. «Take the Box» (Seiji's Buggin' Mix)

Side B
1. «Take the Box» (The Headquarters Mix)

UK 12" Vinyl Promo

(12 ISX 840 DJ; Released: 2004)
Side A
1. «Take the Box» (Seiji's Buggin' Mix)

Side B
1. «Take the Box» (Seiji's Buggin' Rub)
2. «Take the Box» (The Headquarters Mix)

## Posicionamiento
| Listas (2004)    | Posición |
| ---------------- | -------- |
| UK Singles Chart | 57       |

- Datos: Q2528276